# Pandėlys
Pandėlys est une ville de Lituanie ayant en 2005 environ 1 000 habitants.

## Histoire
La ville est mentionnée pour la première fois en 1591. Ignacy Kościałkowski construit une église en brique en 1801. Antanas Strazdas, un poète célèbre travaille pendant une courte période dans cette église. La ville comptait une importante communauté juvie avant leur meurtre en 1941Un important cimetière juif témoigne de la présence de cette communauté aujourd'jui effacée,.